# Weizenschlacht
Die Weizenschlacht (italienisch battaglia del grano) war eine Propagandaaktion des italienischen Diktators Benito Mussolinis, um eine Autarkie im Bereich der Weizenversorgung zu erreichen.

## Hintergrund
Erstmals 1925 wurde von Mussolini zur „Weizenschlacht“ aufgerufen. Diese Propagandaaktion zur Förderung der inländischen Erzeugnisse war eine direkte Folge von Italiens Wirtschaftslage nach Ende des Ersten Weltkrieges. Die italienische Wirtschaft war großteils zerstört, die Landwirtschaft konnte aufgrund der geringen Weltmarktpreise kaum Absatz erzielen. Aus diesem Grund wollte man durch protektionistische Maßnahmen die Landbevölkerung stärken, siehe auch Corn Laws in England. Maßnahmen zur Steigerung der Produktion waren unter anderem Bodenmeliorationen, Düngemittelsubventionen, Maschinisierung etc.

„In fünf bis zehn Jahren wird Italien wirtschaftlich vom Auslande unabhängig sein. Bis dahin ist die Weizenschlacht zu schlagen, und im übrigen ist zu schweigen“

## Folgen
Als Folgen der „Weizenschlacht“ konnte der Durchschnittsertrag von Weizen kurzfristig um bis zu 20 % gesteigert werden. Vor allem den Bauern wurde durch die protektionistische Maßnahmen geholfen, insbesondere der eher arme Süden Italiens konnte profitieren. Allerdings wurde durch den Fokus auf den Weizenanbau andere landwirtschaftliche Erzeugnisse außer Acht gelassen, es kam zu einer riesigen Monokulturbewirtschaftung. Die „Weizenschlacht“ bot das Vorbild für die Erzeugungsschlacht in Deutschland, siehe auch Landwirtschaft und Ernährung im Dritten Reich, und für die Anbauschlacht in der Schweiz.